# Heshang (köpinghuvudort i Kina, Zhejiang Sheng, lat 29,94, long 120,16)
Heshang (kinesiska: 河上镇, 河上) är en köpinghuvudort i Kina. Den ligger i provinsen Zhejiang, i den östra delen av landet, omkring 34 kilometer söder om provinshuvudstaden Hangzhou. Antalet invånare är 29 914. Befolkningen består av 14 739 kvinnor och 15 175 män. Barn under 15 år utgör 11,0 %, vuxna 15-64 år 76 %, och äldre över 65 år 11,0 %.
Runt Heshang är det tätbefolkat, med 442 invånare per kvadratkilometer. Närmaste större samhälle är Diankou, 18,3 km öster om Heshang. I omgivningarna runt Heshang växer i huvudsak blandskog.
Genomsnittlig årsnederbörd är 2 020 millimeter. Den regnigaste månaden är juni, med i genomsnitt 365 mm nederbörd, och den torraste är januari, med 79 mm nederbörd.